# Xian de Funing (Hebei)
Pour les articles homonymes, voir Funing.
Le xian de Funing (抚宁县 ; pinyin : Fǔníng Xiàn) est un district administratif de la province du Hebei en Chine. Il est placé sous la juridiction de la ville-préfecture de Qinhuangdao.

## Démographie
La population du district était de 512 422 habitants en 1999.